# Jef Leempoels

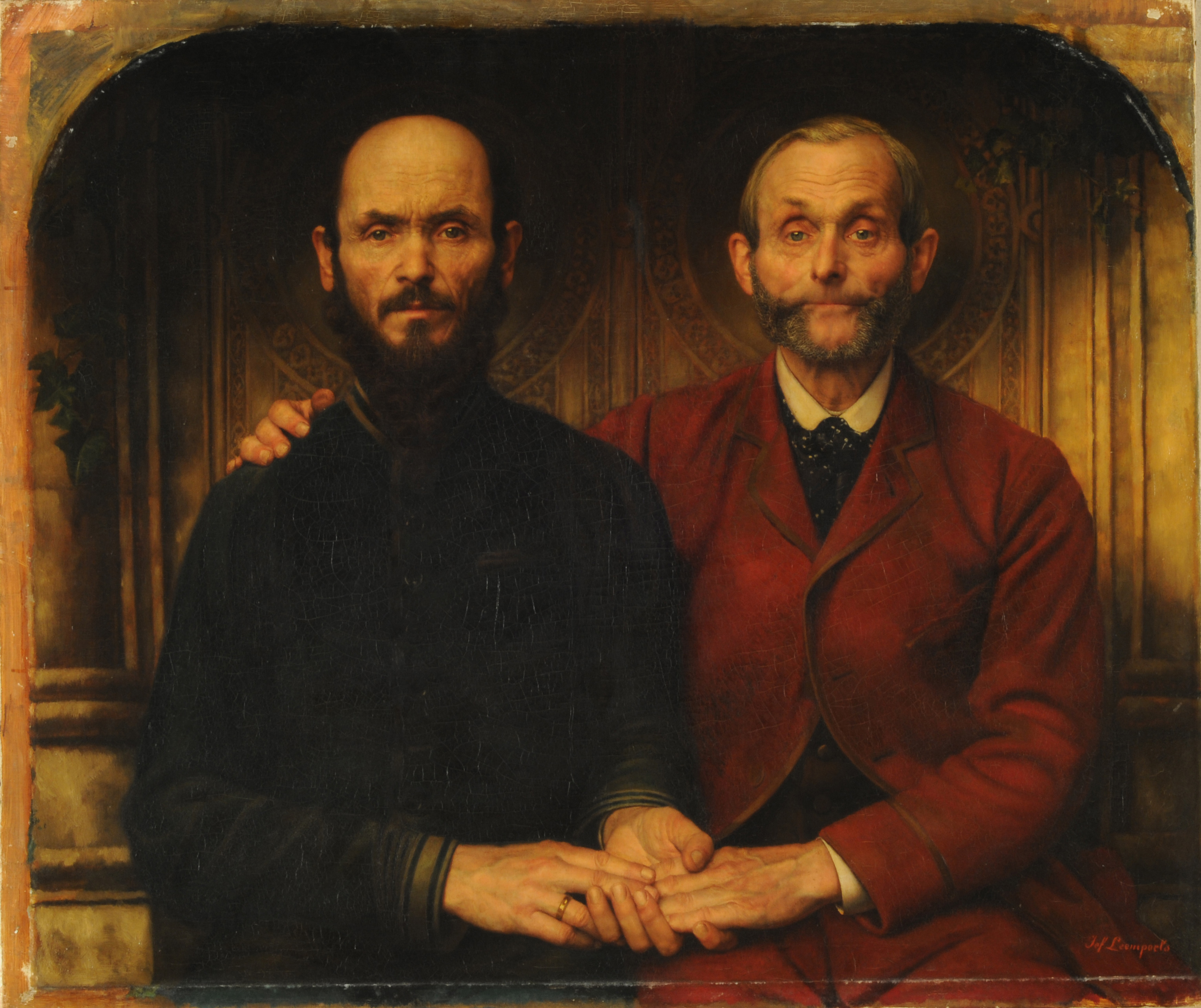
Amistad, Jef Leempoels.

Jef Leempoels (Bruselas, 15 de mayo de 1867 - Ixelles, 1935) fue un pintor belga. Estudió con Jean-François Portaels y Charles-François Stallaert, y luego en la Academia Real de Bellas Artes de Bruselas.
Sus pinturas son de ejecución académica y de un realismo asombroso. Pintó retratos y escenas de realismo social, tanto de clases altas como obrera. Fue un prestigioso pintor de retratos oficiales, entre ellos los del rey Leopoldo II y la duquesa de Arenberg.